# Raveniopsis paruana
Raveniopsis paruana là một loài thực vật có hoa trong họ Cửu lý hương. Loài này được (R.S.Cowan) R.S.Cowan miêu tả khoa học đầu tiên năm 1960.